# Antoni Agelet i Romeu
Antoni Agelet i Romeu   (Lleida, 1874 - Lleida, 1943) va ser un advocat i polític lleidatà, membre del a Mancomunitat de Catalunya del 1917 al 1924, a les files del partit liberal.
Va néixer en una família amb diversos polítics del partit liberal. Va créixer a Lleida i va acabar els estudis de Dret a l'actual Universitat Complutense de Madrid. En tornar a Catalunya va fer d'advocat i va dirigir el diari liberal El Siglo. Durant 17 anys va fer carrera a l'ajuntament, des que en fou nomenat regidor municipal el 1899, i esdevingué alcalde en dues ocasions, uns mesos del 1905 i del gener del 1916 a l'abril del 1917, quan fou nomenat diputat provincial.
Va formar part de la primera Junta Provincial i primer Comitè Executiu del Partit Liberal Autonomista. Del 1916 al 1921 també va dirigir el diari lleidetà El País. Es va presentar a les eleccions provincials del 1910 i del 1915, i va perdre les dues. Va guanyar les del 1917 i les del 1921, restant a la Diputació del 1917 al 1924, i després els anys 1930 i 1931.
Era favorable de les tesis provincialistes, en contra de les regionalistes autonomistes de la Lliga. A la Segona República va militar al Partit Republicà Radical de Lerroux. Casat amb Mercè de Dalmases i de Masot, van tenir tres fills.